# Neoscona bihumpi
Espèce
Neoscona bihumpi est une espèce d'araignées aranéomorphes de la famille des Araneidae.

## Distribution
Cette espèce est endémique de Gujarat en Inde,.

## Description
La femelle holotype mesure 6,50 mm.

## Publication originale
- Patel, 1988 : « A new species of spider (family: Araneidae) from Gujarat, India ». Current Science, vol. 57, no 18, p. 1029-1030.